# Greinwalden

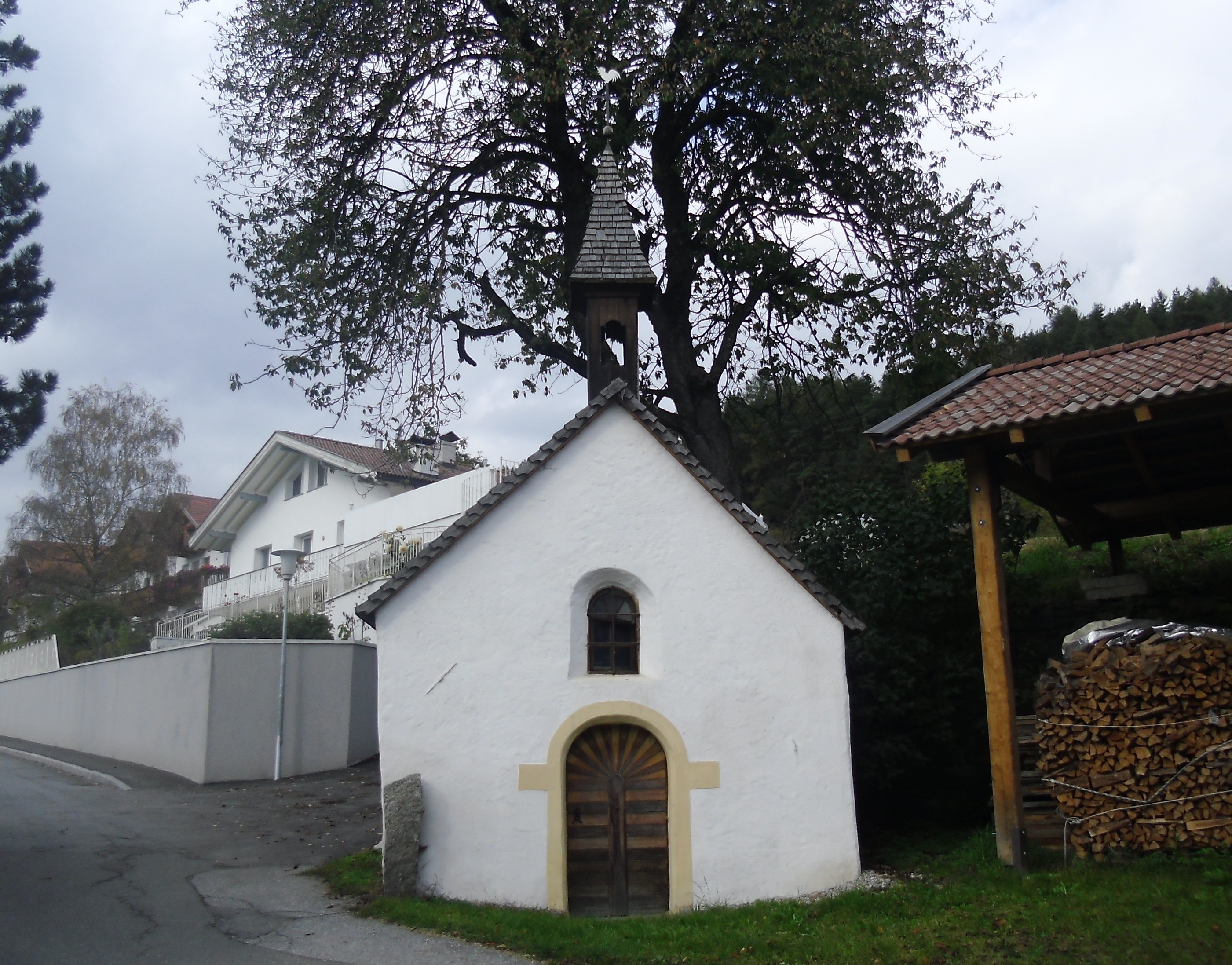
Die kleine Kapelle beim Hauser in Greinwalden

Greinwalden (italienisch Grimaldo) ist eine kleine Ortschaft im Pustertal und Fraktion der Gemeinde Pfalzen in Südtirol (Italien). Sie befindet sich am Ostrand der Pfalzner Mittelgebirgsterrasse auf 940–970 m Höhe rund 1,5 km östlich des Gemeindehauptorts.
Der Ortsname ist 1253 als Grimolting erstbelegt und wohl zum bairischen Personennamen Grimoald mit dem Suffix -ing gebildet. Damit stünde Greinwald in einer Reihe von Ortsnamen im Brunecker Raum, in denen belegte Personennamen der Agilolfinger anklingen (siehe Grimoald, weiters Dietenheim zu Theodo, Tesselberg zu Tassilo und Uttenheim zu Uta) und die somit auf die frühmittelalterliche bajuwarische Herrschaft im Pustertal zurückzuführen sind.
Im Ort befindet sich seit den frühesten Erwähnungen keine eigene Kirche (nur eine aufs 18. Jahrhundert zurückgehende Kapelle steht beim Hauser-Hof); allerdings liegt auf Halbweg zwischen Greinwalden und Pfalzen die St.-Valentin-Kirche, die in der Literatur gelegentlich Greinwalden zugeordnet wird.